# ألكسيس غوجيراد
ألكسيس غوجيراد (بالفرنسية: Alexis Gougeard) (و. 1993  م) هو راكب دراجة هوائية، من فرنسا، ولد في روان، يلعب كRouleur ‏.

## سباقات أو مراحل فاز بها
| التاريخ        | السباق                                               | المركز                                           |
| -------------- | ---------------------------------------------------- | ------------------------------------------------ |
| 10 أبريل 2011  | Paris-Roubaix Juniors 2011                           | المركز الثاني                                    |
| 14 يوليو 2011  | 2011 European Road Cycling Championships Men U19 ITT | المركز الثاني                                    |
| 01 يناير 2012  | باريس-أراس تور 2012                                  | المركز الثالث                                    |
| 09 يونيو 2013  | 2013 Coupe des Nations Ville Saguenay                | المركز الثاني                                    |
| 31 أغسطس 2013  | تور دي أفينير 2013                                   | الثامن في تصنيف الجبال                           |
| 01 يناير 2014  | كأس فرنسا لركوب الدراجات على الطريق 2014             | الثاني في تصنيف أفضل شاب، الخامس في تصنيف النقاط |
| 22 مارس 2014   | لوار أتلانتيك الكلاسيكي 2014                         | الفائز في التصنيف العام                          |
| 01 يونيو 2014  | 2014 Boucles de l'Aulne                              | الفائز في التصنيف العام                          |
| 01 يناير 2015  | كأس فرنسا لركوب الدراجات على الطريق 2015             | الخامس في تصنيف أفضل شاب                         |
| 21 مارس 2015   | لوار أتلانتيك الكلاسيكي 2015                         | الفائز في التصنيف العام                          |
| 03 مايو 2015   | Grand Prix de la Somme 2015                          | الفائز حسب ترتيب السرعة                          |
| 04 أكتوبر 2015 | سباق يوروميتروبول 2015                               | الفائز في التصنيف العام                          |
| 26 يوليو 2017  | طواف فالوني 2017                                     | الفائز في ترتيب التسلق                           |
| 30 يوليو 2017  | بولينورماند 2017                                     | الفائز في التصنيف العام                          |
| 29 يوليو 2018  | رايد لندن 2018                                       | الفائز في ترتيب التسلق                           |
| 12 أبريل 2019  | سباق حلبة دي لا سارث 2019                            | الفائز في التصنيف العام                          |
| 02 يونيو 2019  | 2019 Boucles de l'Aulne                              | الفائز في التصنيف العام                          |
| 04 يونيو 2023  | 2023 Ronde de l'Oise                                 | المركز الثاني                                    |

## روابط خارجية
- ألكسيس غوجيراد على موقع الاتحاد الدولي للدراجات (الإنجليزية)
- ألكسيس غوجيراد على موقع أرشيف الدراجات (الإنجليزية)
- ألكسيس غوجيراد على موقع إحصائيات الدراجات الإحترافية (الإنجليزية)
- ألكسيس غوجيراد على موقع نسبة الدراجات (الإنجليزية)
- ألكسيس غوجيراد على موقع CycleBase (الإنجليزية)
- ألكسيس غوجيراد على موقع اللجنة الأولمبية الفرنسية (مؤرشف) (الفرنسية)